# Panzergewinde
A Stahlpanzerrohrgewinde vagy rövidebb nevén Panzergewinde (PG) egy szabványosított menettípus. A menetet Németországban találták ki és a későbbiekben más német nyelvterületeken (mint Svájc és Ausztria illetve ezek szomszédai) is elterjedt a használata. Mára már visszavonták. A menetet a villamosiparban használt tömszelencék alkotóeleimeinek egymáshoz rögzítésére használták, illetve a védőcsövek egymáshoz toldásánál is szerepe volt.
A szabványt a Deutsches Institut für Normung (DIN, Német Szabványozási Intézet) vezette be DIN 40430-as számmal. A Panzer-menetek különböző méreteit a PG előtaggal és az utána következő számokkal jelöljük, melyek nagyjából megegyeznek a maximum kábelvastagsággal (milliméterben), ami keresztül mehet a belső üreges részen.
Mivel a védőcsövek esetén az anyagvastagság elég kicsi, így a menetmélység se lehet nagy, ebből kifolyólag viszont a menetszög nagyobb, pontosan 80 fokos. A Verband der Elektrotechnik, Elektronik und Informationstechnik (VDE) (ami egy gyártók által létrehozott intézmény a szabványosítási munkák elvégzésére a villamoriparban) eredetileg úgy alkotta meg és nevezte el a menetet, mint amit acélból készült termékekhez használnak, ma mégis találkozhatunk vele korrózióvédett (nikkel-, cink-, vagy ónbevonatú) acélból és PVC-ből készült termékeken is.
2000 elején a VDE lecserélte a tömszelencéket tárgyaló VDE 0619-es szabványt az EN 50262-re. Ezt követően néhány évig még használni lehetett a régit, majd 2003-ban végleg lecserélték a tömszelencék menetét 1,5 mm menetszélességű metrikus menetre. Ehhez hasonlóan a védőcsövek menetét is lecserélték, melynek az érvényes szabványa az EN 60423.
A visszavont és lecserélt szabvány ellenére Magyarországon még lehet kapni PG típusú tömszelencéket, és emellett nagyon sok korábbi létesítésnél felfedezhetőek ezek a menettípusú termékek.

## PG tömszelence méretek adatai
| Menet névleges mérete | Kábelvastagság [mm (in)] | Tömszelencemenet átmérője [mm (in)] | Inchenkénti menetszám (TPI) | Menetszélesség [mm (in)] |
| --------------------- | ------------------------ | ----------------------------------- | --------------------------- | ------------------------ |
| PG7                   | 3–6,5 (0,118–0,256)      | 12,5 (0,492)                        | 20                          | 1,27 (0,05)              |
| PG9                   | 4–8 (0,157–0,315)        | 15,2 (0,598)                        | 18                          | 1,4112 (0,0556)          |
| PG11                  | 5–10 (0,197–0,394)       | 18,6 (0,732)                        | 18                          | 1,4112 (0,0556)          |
| PG13.5                | 6–12 (0,236–0,472)       | 20,4 (0,803)                        | 18                          | 1,4112 (0,0556)          |
| PG16                  | 10–14 (0,394–0,551)      | 22,5 (0,886)                        | 18                          | 1,4112 (0,0556)          |
| PG21                  | 13–18 (0,512–0,709)      | 28,3 (1,114)                        | 16                          | 1,5875 (0,0625)          |
| PG29                  | 18–25 (0,709–0,984)      | 37,0 (1,457)                        | 16                          | 1,5875 (0,0625)          |
| PG36                  | 24–32 (0,945–1,260)      | 47,0 (1,850)                        | 16                          | 1,5875 (0,0625)          |
| PG42                  | 32–38 (1,260–1,496)      | 54,0 (2,126)                        | 16                          | 1,5875 (0,0625)          |
| PG48                  | 37–44 (1,457–1,732)      | 59,3 (2,335)                        | 16                          | 1,5875 (0,0625)          |

## Fordítás
- Ez a szócikk részben vagy egészben  a   Panzergewinde című angol Wikipédia-szócikk fordításán alapul.  Az eredeti cikk szerkesztőit annak laptörténete sorolja fel. Ez a jelzés csupán a megfogalmazás eredetét és a szerzői jogokat jelzi, nem szolgál a cikkben szereplő információk forrásmegjelöléseként.